# Kreupelenstraat
De Kreupelenstraat is een straat in het West-Bruggekwartier van Brugge.

## Beschrijving
In 1302 werd deze straat voor het eerst vermeld als Krepelstraat. Krepel betekende in het Middelnederlands kreupel, verminkt, gebrekkig.
In de Franse tijd vertaalde men dit als Rue des Boîteux, of straat van de manklopenden.
In het Nederlands werd het dan voor goed Kreupelenstraat.
In deze straat bevindt zich de kapel van Onze-Lieve-Vrouw van Blindekens. Vroeger was daar ook een Blindeliedengasthuis gevestigd. Deze straat werd dan ook onder het ancien régime soms Blendekensstrate of Blendeliedengasthuisstrate genoemd.
De straat loopt van de Smedenstraat naar de Lane.

## Literatuur

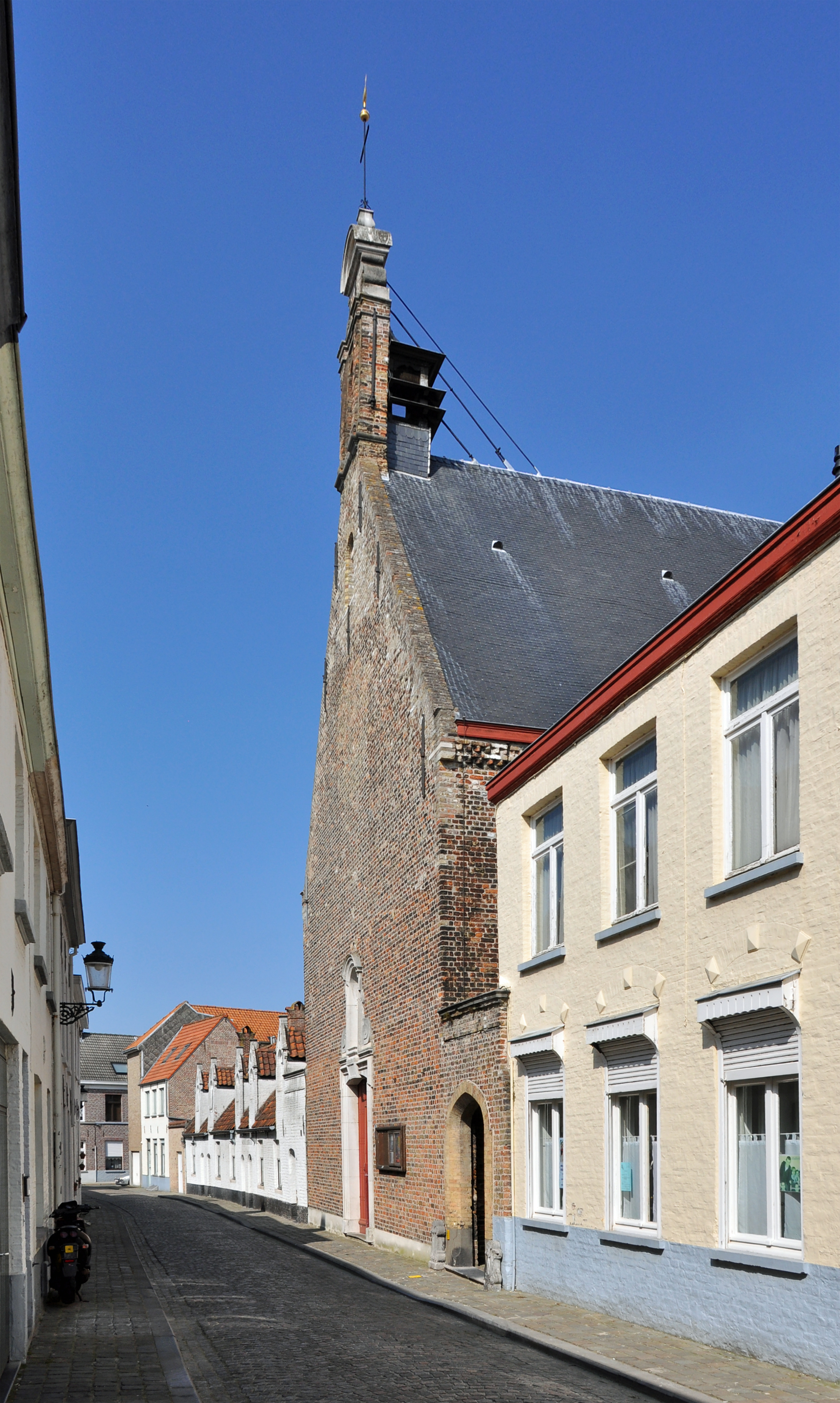
De Kreupelenstraat en de Blindekenskapel, gezien vanuit het zuiden